# Franciszek Mleczko
Franciszek Mleczko (27. března 1864 Strilkovyči – ?) byl rakouský politik polské národnosti z Haliče, na počátku 20. století poslanec Říšské rady.

## Biografie
Pocházel z rodiny majitele hospodářství. Vychodil šest tříd gymnázia v Sambiru a sloužil v armádě.
Působil také coby poslanec Říšské rady (celostátního parlamentu Předlitavska), kam usedl ve volbách do Říšské rady roku 1907, konaných poprvé podle všeobecného a rovného volebního práva. Byl zvolen za obvod Halič 53. V době svého působení v parlamentu se uvádí jako zemědělec v obci Strilkovyči (Strzałkowice).
Uvádí se jako člen Polské lidové strany. Po volbách roku 1907 byl na Říšské radě členem poslaneckého Polského klubu. 10. prosince 1908 ovšem opustil Polskou lidovou stranu pro nesouhlas s podle něj autokratickým jednáním Jana Stapińského. Opustil parlamentní klubu Polské lidové strany a nadále pak působil jako nezařazený (divoký) poslanec. Později se přiklonil ke skupině Polskie Centrum Ludowe okolo Stanisława Stojałowského. V únoru 1910 ohlásil návrat do klubu Polské lidové strany. Po celou dobu nicméně zůstal členem Polského klubu coby střechové parlamentní frakce polských poslanců různých politických směrů.